# Сталевобетонне кріплення
Кріплення сталевобетонне (рос. крепь сталебетонная, англ. composite steel-concrete lining; нім. Stahlbetonausbau m, Ausbau m in Stahlbeton m) – багатошарове гірниче кріплення у вигляді обойм з оболонок (однієї внутрішньої або зовнішньої і внутрішньої), простір між якими заповнюється бетоном. К.с. застосовується для кріплення стовбурів і горизонтальних виробок (наприклад, тунелів), проведених у складних гірничо-геологічних умовах. Товщина сталевої оболонки 2-3 мм. Простір (20-30 см) між оболонкою і г.п. заповнюють пластичною бетонною сумішшю. У зв'язку з тим, що сталева оболонка виконує функцію опалубки і дає можливість швидко зво-дити монолітне кріплення, застосування К.с. вигідніше, ніж монолітного залізобетонного кріплення зі стержневою арматурою. 